# Хантайское (озеро)
Ханта́йское — озеро на юге полуострова Таймыр в Красноярском крае России. В отдельных источниках также упоминается под именем Кутармо и Большого Хантайского. В юго-западной части на полуострове расположен одноимённый посёлок.
Глубина Хантайского озера достигает 420 м, уступая по этому параметру в России только Байкалу и Каспийскому морю.
Длина озера около 80 км, ширина — 25 км, площадь — 822 км², водосборная площадь — 11 900 км². Расположено на юго-западной окраине плато Путорана, в узкой тектонико-ледниковой котловине. Хантайское (высота над уровнем моря 65,8 м) соединено широкой и короткой протокой с озером Малым Хантайским, уровень которого 65,2 м над уровнем моря. Малое Хантайское является истоком реки Хантайка, правого притока Енисея.
Район озера расположен выше северного полярного круга, в климатической зоне тундр и лесотундр, распространённой вечной мерзлоты. Озеро и его окрестности исследовались экспедициями А. А. Сотникова в 1915 году и Н. Н. Урванцева в 1919 году.